# Robert Delaunay
Robert Delaunay (12 de abril de 1885 - 25 de outubro de 1941) foi um artista francês que, com sua esposa Sonia Delaunay e outros, co-fundou o movimento de arte Orfismo, conhecido por seu uso de cores fortes e formas geométricas. Seus trabalhos posteriores foram mais abstratos. Sua influência principal relacionou-se ao uso ousado da cor e um claro amor pela experimentação com profundidade e tom.

## Vida e Obra

### Anos espanhóis e portugueses (1914–1920)
Com a eclosão da Primeira Guerra Mundial em 1914, Sonia e Robert estavam hospedados em Fontarabie, na Espanha. Eles decidiram não voltar para a França e se estabeleceram em Madrid. Em agosto de 1915 mudaram-se para Portugal, onde moraram com Samuel Halpert e Eduardo Viana. Com Viana e os seus amigos Amadeo de Souza Cardoso (que os Delaunay já tinham conhecido em Paris) e José de Almada Negreiros discutiram uma parceria artística. Primeiro declarado desertor, Robert foi declarado inapto para o serviço militar no consulado francês em Vigo em 23 de junho de 1916.
A Revolução Russa pôs fim ao apoio financeiro que Sonia recebia de sua família na Rússia, e uma fonte diferente de renda foi necessária. Em 1917, os Delaunay encontraram-se com Sergei Diaghilev em Madrid. Robert desenhou o palco para sua produção de Cleópatra (figurino de Sonia Delaunay). Robert Delaunay ilustra o Tour Eiffel para Vicente Huidobro. 
Paul Poiret recusou uma parceria comercial com Sonia em 1920, citando como um dos motivos o seu casamento com um desertor. A galeria Der Sturm em Berlim mostrou obras de Sonia e Robert do período português no mesmo ano.

### Retorno a Paris e vida posterior (1921-1941)
Após a guerra, em 1921, eles voltaram para Paris. Delaunay continuou a trabalhar em temas figurativos e abstratos, com uma breve passagem pelo surrealismo. Delaunay conheceu André Breton e Tristan Tzara, que o apresentou aos dadaístas e surrealistas. Durante a Feira Mundial de 1937 em Paris, Delaunay participou do projeto dos pavilhões ferroviários e aéreos. Quando a Segunda Guerra Mundial estourou, os Delaunay se mudaram para Auvergne, em um esforço para evitar a invasão das forças alemãs. Sofrendo de câncer, Delaunay não conseguiu suportar a mudança e sua saúde piorou. Ele morreu de câncer em 25 de outubro de 1941 em Montpellier, aos 56 anos. Seu corpo foi enterrado novamente em 1952 em Gambais.

## Galeria

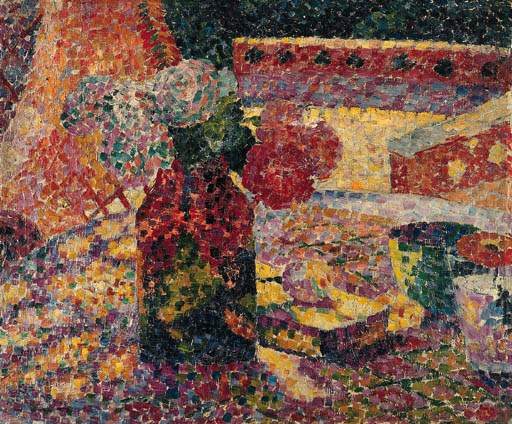
Robert Delaunay, c.1907, Nature morte au vase de fleurs, óleo sobre tela, 46,4 x 55 cm
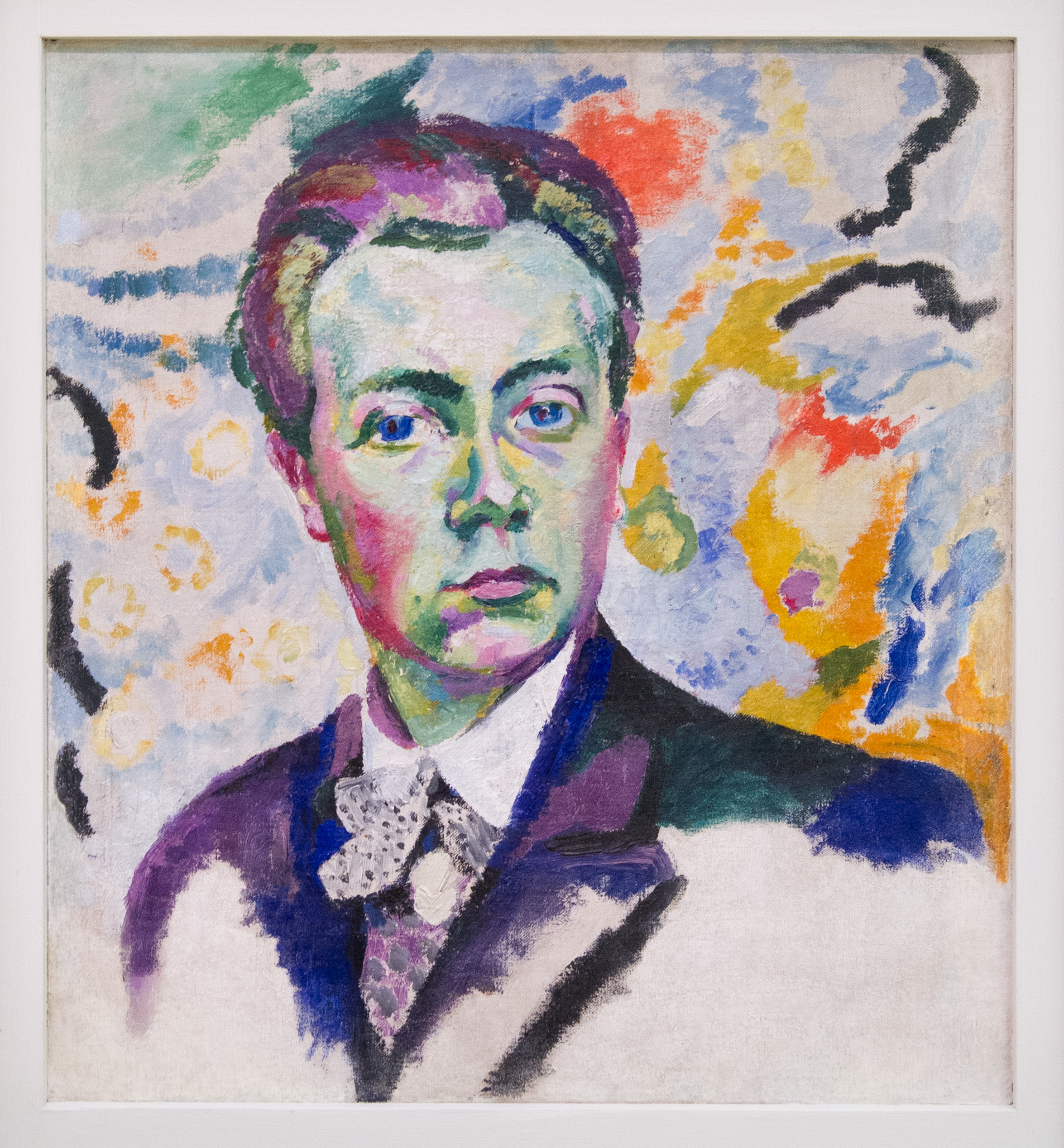
Robert Delaunay, 1905–06, Autoportrait, óleo sobre tela, 54 x 46 cm, Musée National d'Art Moderne, Paris
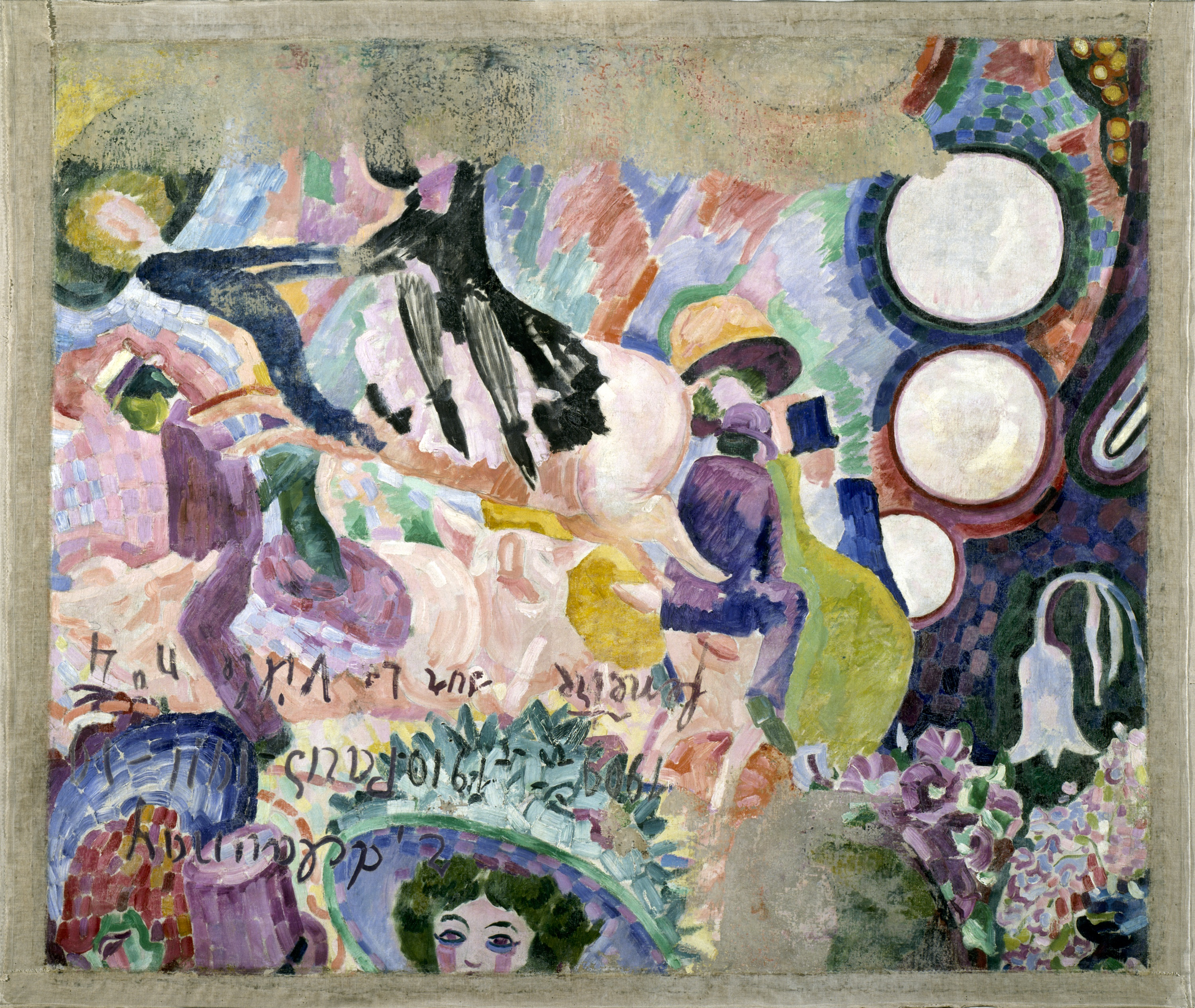
Robert Delaunay, 1906, Carousel of Pigs (Manège de cochons), óleo sobre tela, 113,7 × 130,8 cm, Museu Solomon R. Guggenheim
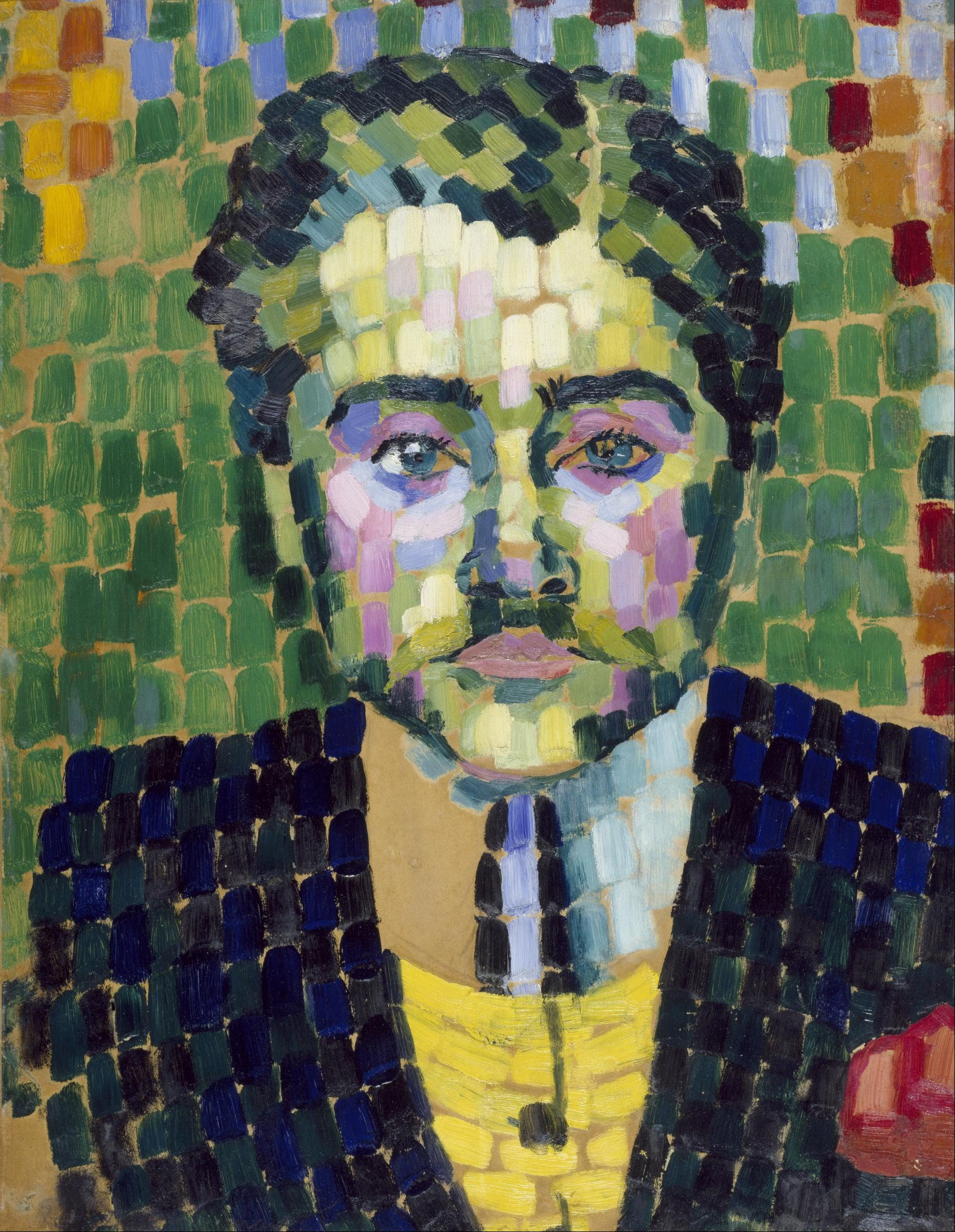
Robert Delaunay, 1906, Jean Metzinger, óleo sobre papel, 54,9 x 43,2 cm, Museu de Belas Artes, Houston
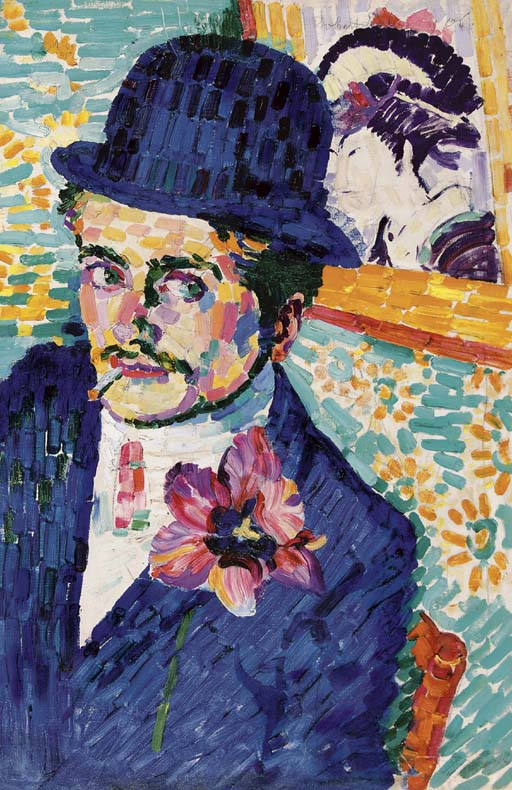
Robert Delaunay, 1906, L'homme à la tulipe (Retrato de M. Jean Metzinger), óleo sobre tela, 72,4 x 48,5 cm. Exibido em Paris no Salon d'Autome de 1906 (no. 420) junto com um retrato de Delaunay de Metzinger
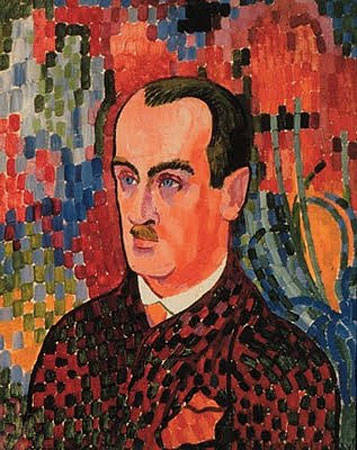
Robert Delaunay, 1907, Retrato de Wilhelm Uhde. Robert Delaunay e Sonia Terk se conheceram por meio do colecionador / negociante alemão Wilhelm Uhde, com quem Sonia havia se casado, como disse por "conveniência"
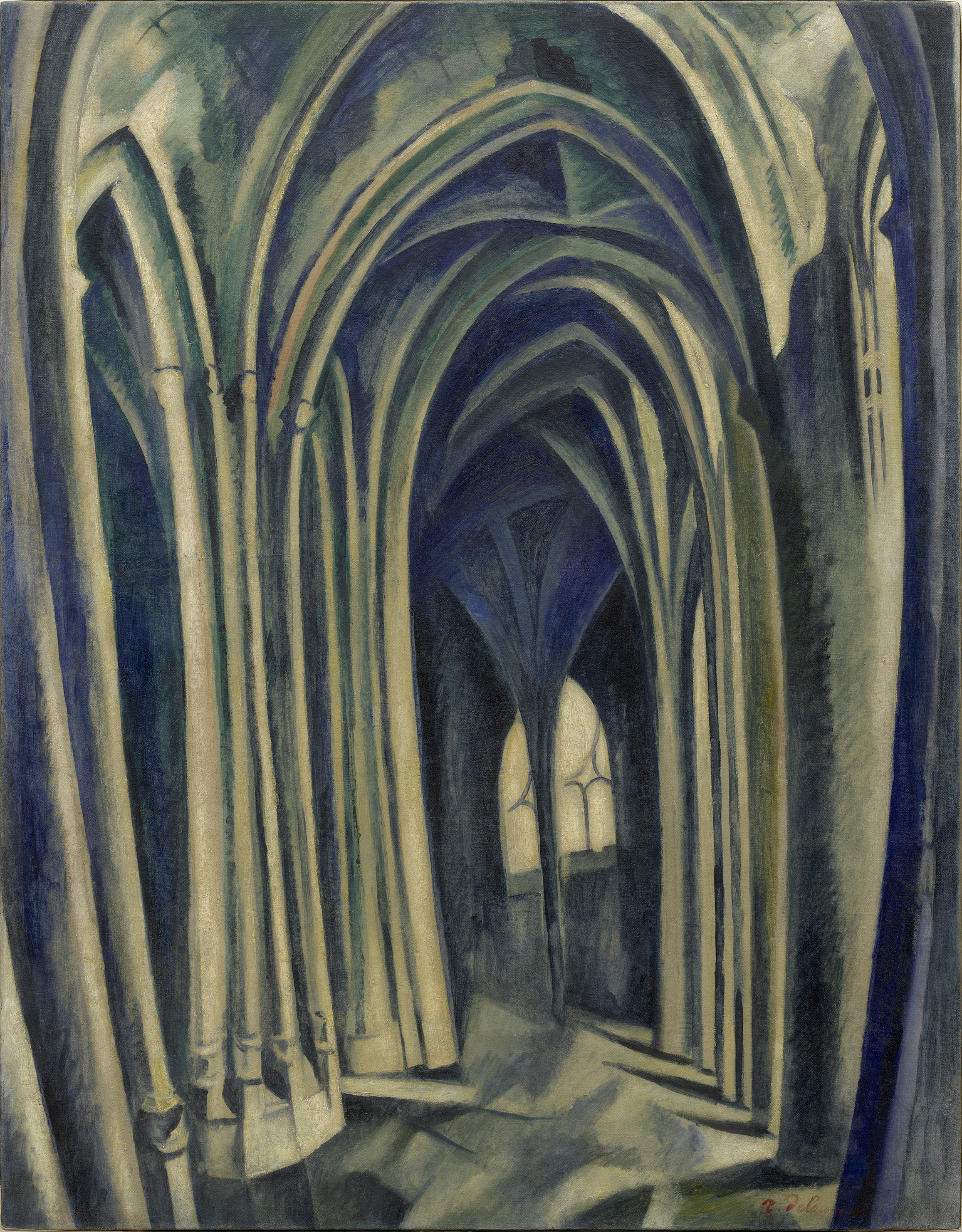
Robert Delaunay, 1909–10, Saint-Séverin No. 3, óleo sobre tela, 114,1 × 88,6 cm, Museu Solomon R. Guggenheim
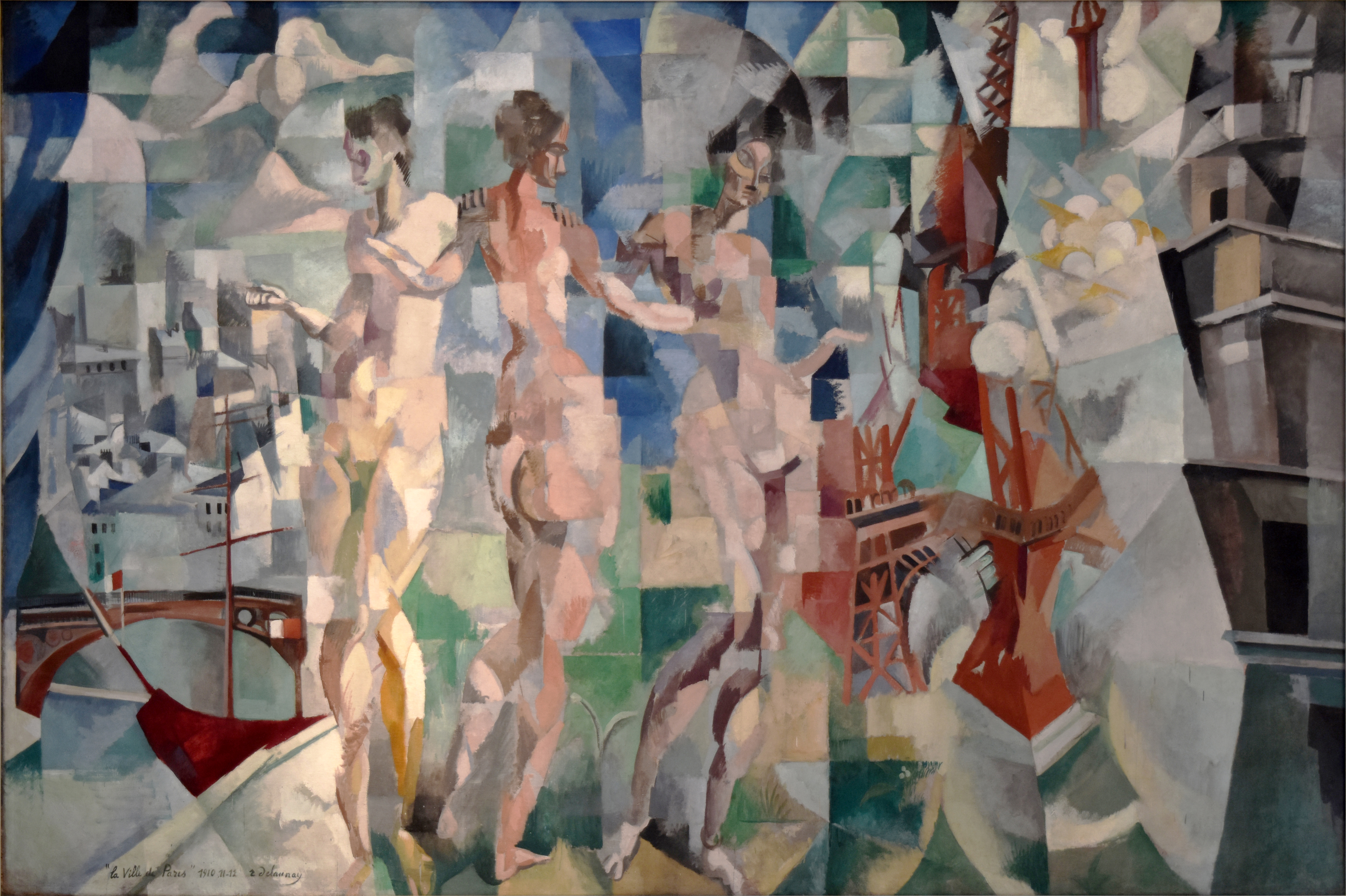
Robert Delaunay, 1910–1912, La Ville de Paris, óleo sobre tela, 267 × 406 cm, Musée National d'Art Moderne
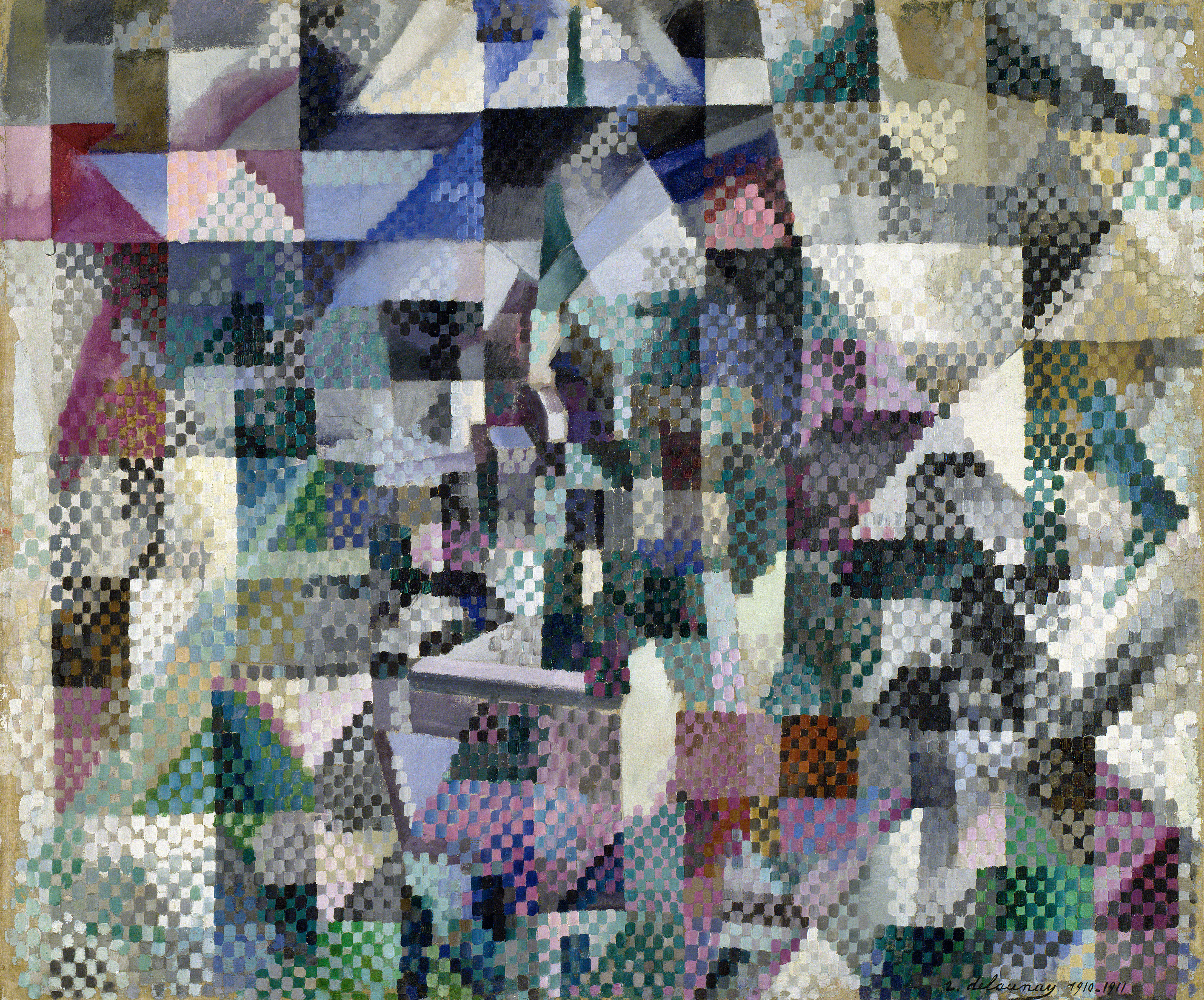
Robert Delaunay, 1911–12, Window on the City No. 3, óleo sobre tela, 113,7 × 130,8 cm, Museu Solomon R. Guggenheim
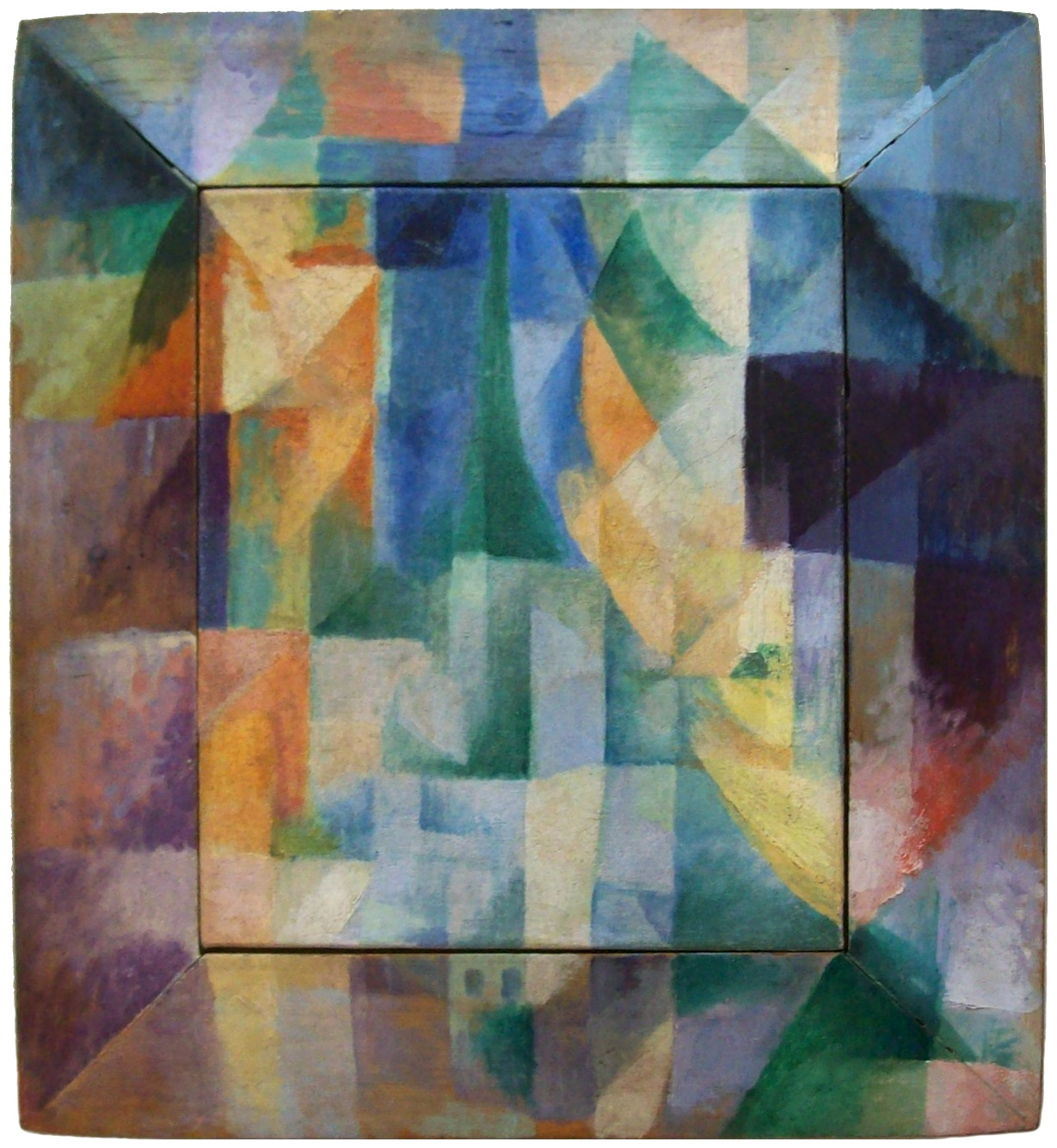
Robert Delaunay, 1912, Janelas simultâneas na cidade, 40 x 46 cm, Kunsthalle Hamburgo
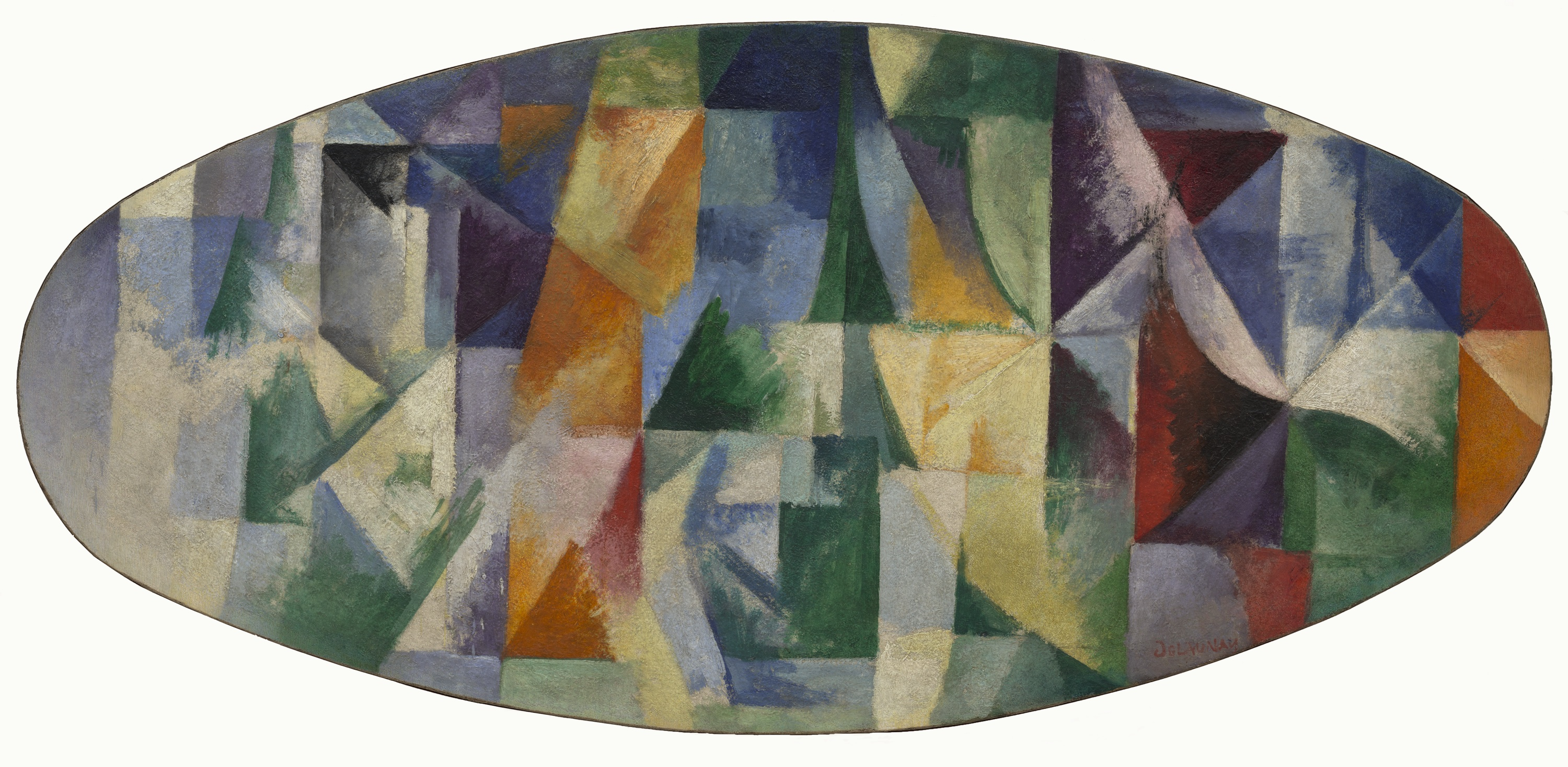
Robert Delaunay, 1912, janelas abertas simultaneamente 1ª parte, 3º motivo, óleo sobre tela, 57 × 123 cm, Museu Solomon R. Guggenheim
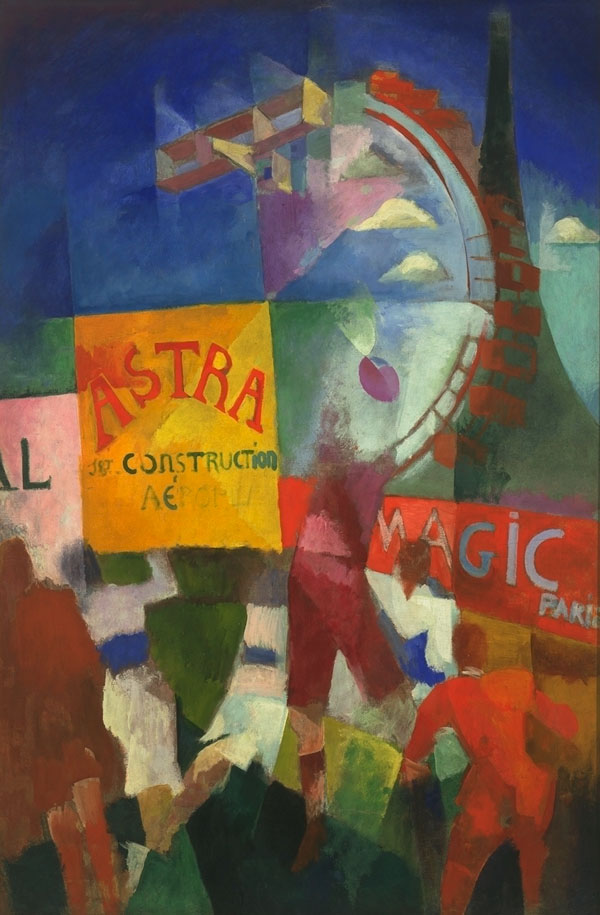
Robert Delaunay, 1913, L'Équipe de Cardiff, óleo sobre tela, 195 x 130 cm, Van Abbemuseum, Eindhoven
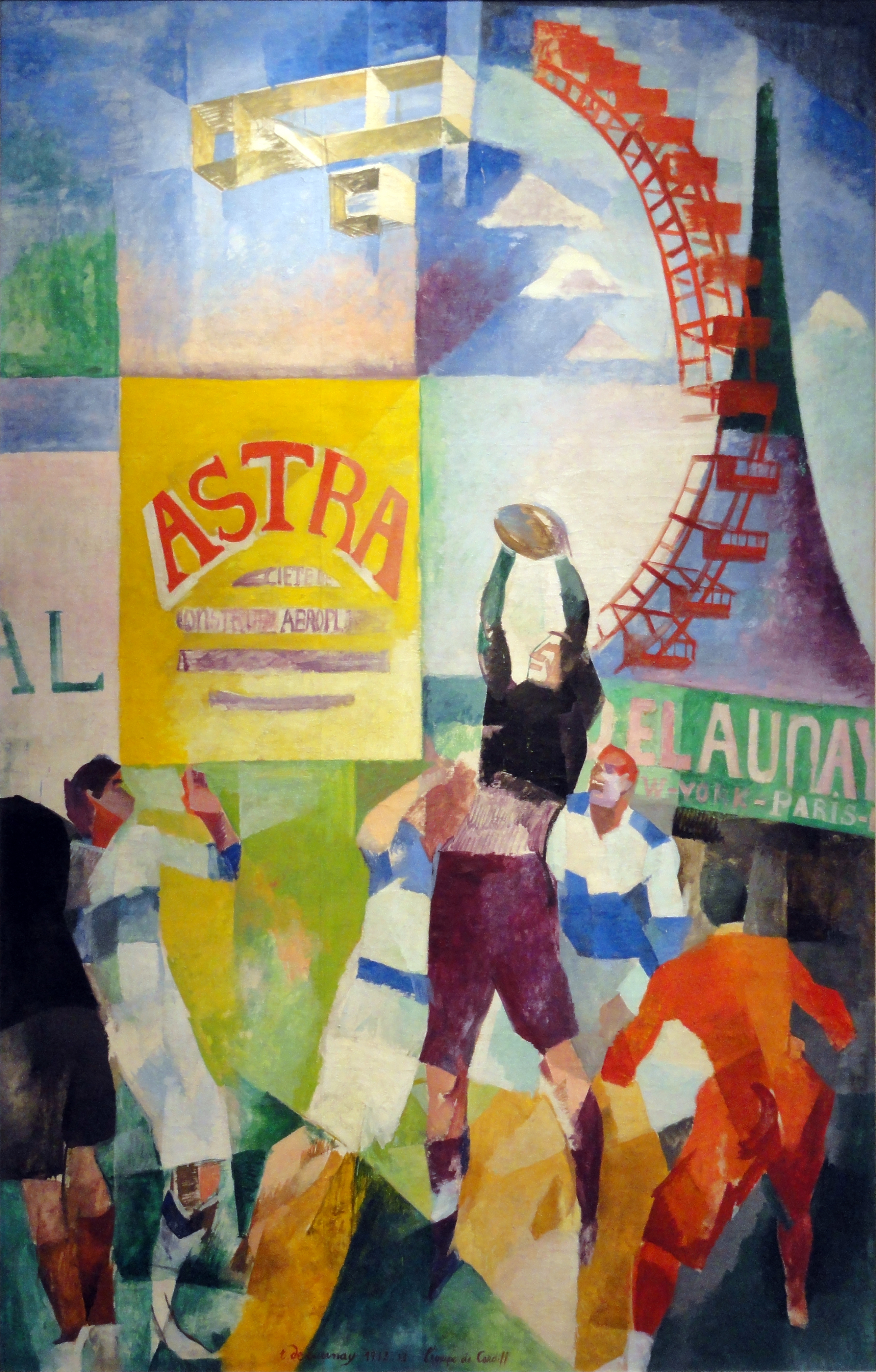
Robert Delaunay, 1913, L'Équipe de Cardiff, óleo sobre tela, 326 × 208 cm, Musée d'Art Moderne de la Ville de Paris
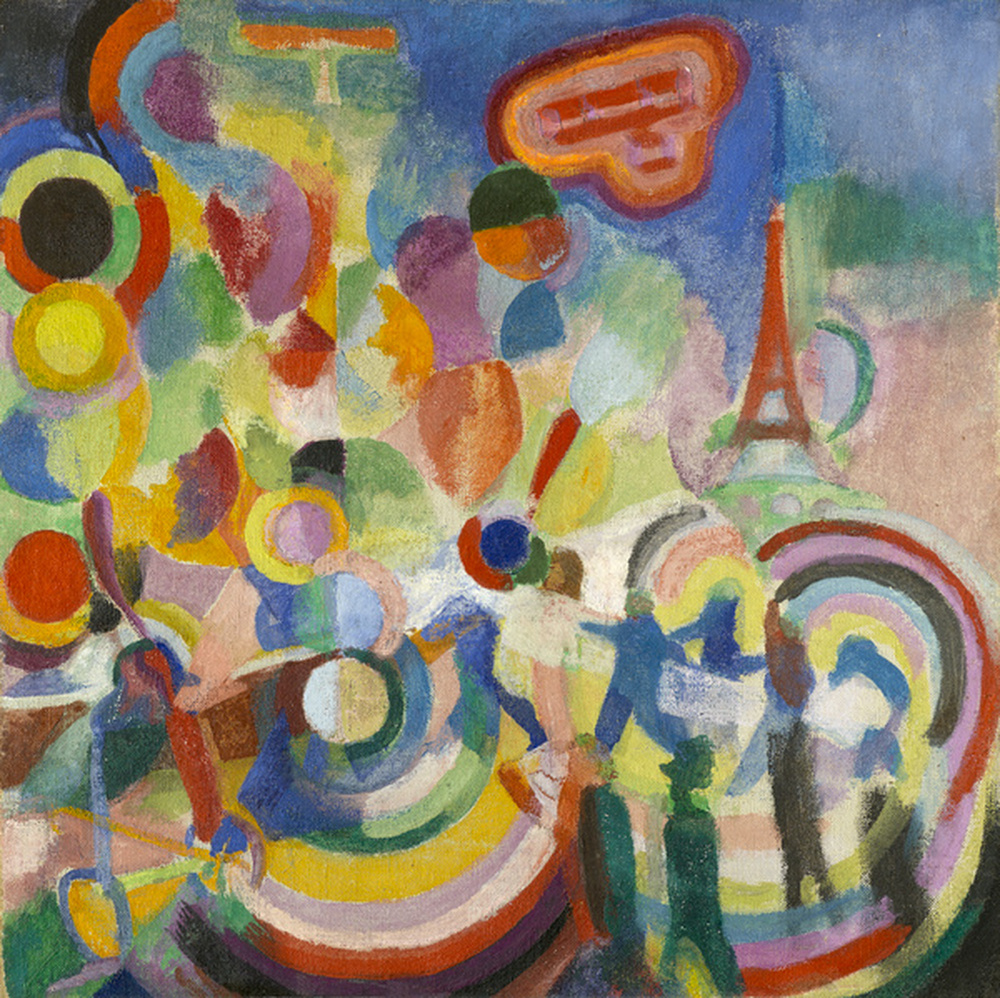
Robert Delaunay, 1914, Hommage a Blériot, óleo sobre tela, Museu de Grenoble
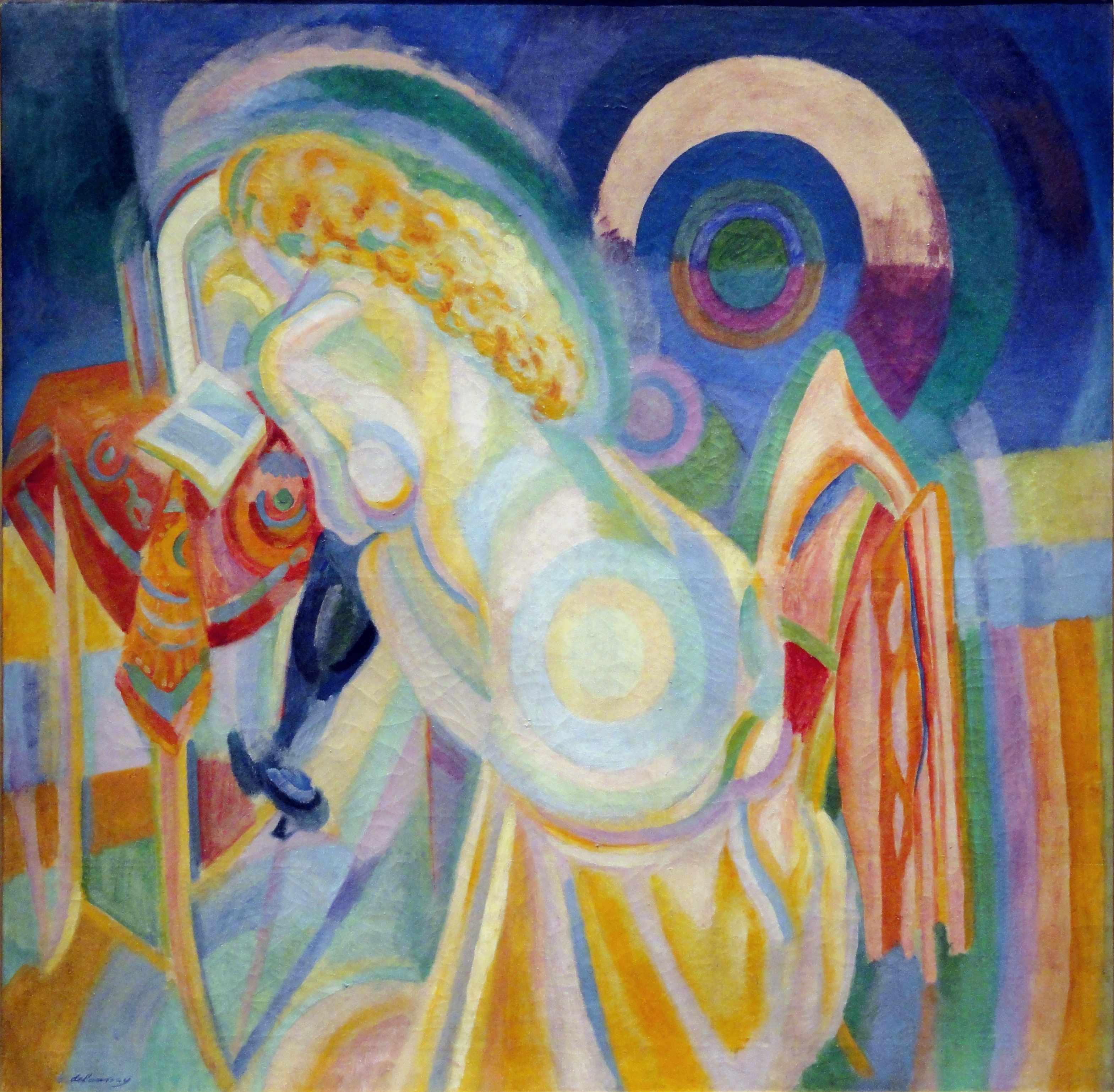
Robert Delaunay, 1915, Nu à la toilette (Nu à la coiffeuse), óleo sobre tela, 140 × 142 cm, Musée d'Art Moderne de la Ville de Paris
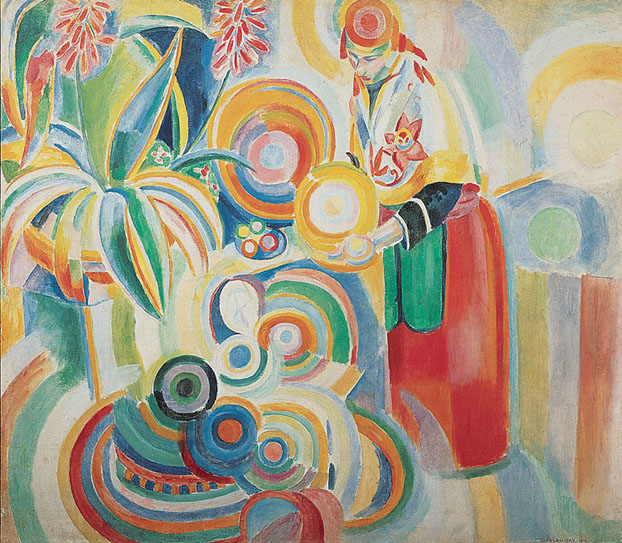
Robert Delaunay, 1916, Mulher Portuguesa, óleo sobre tela, 135,9 × 161 cm, Museu de Arte de Colombo
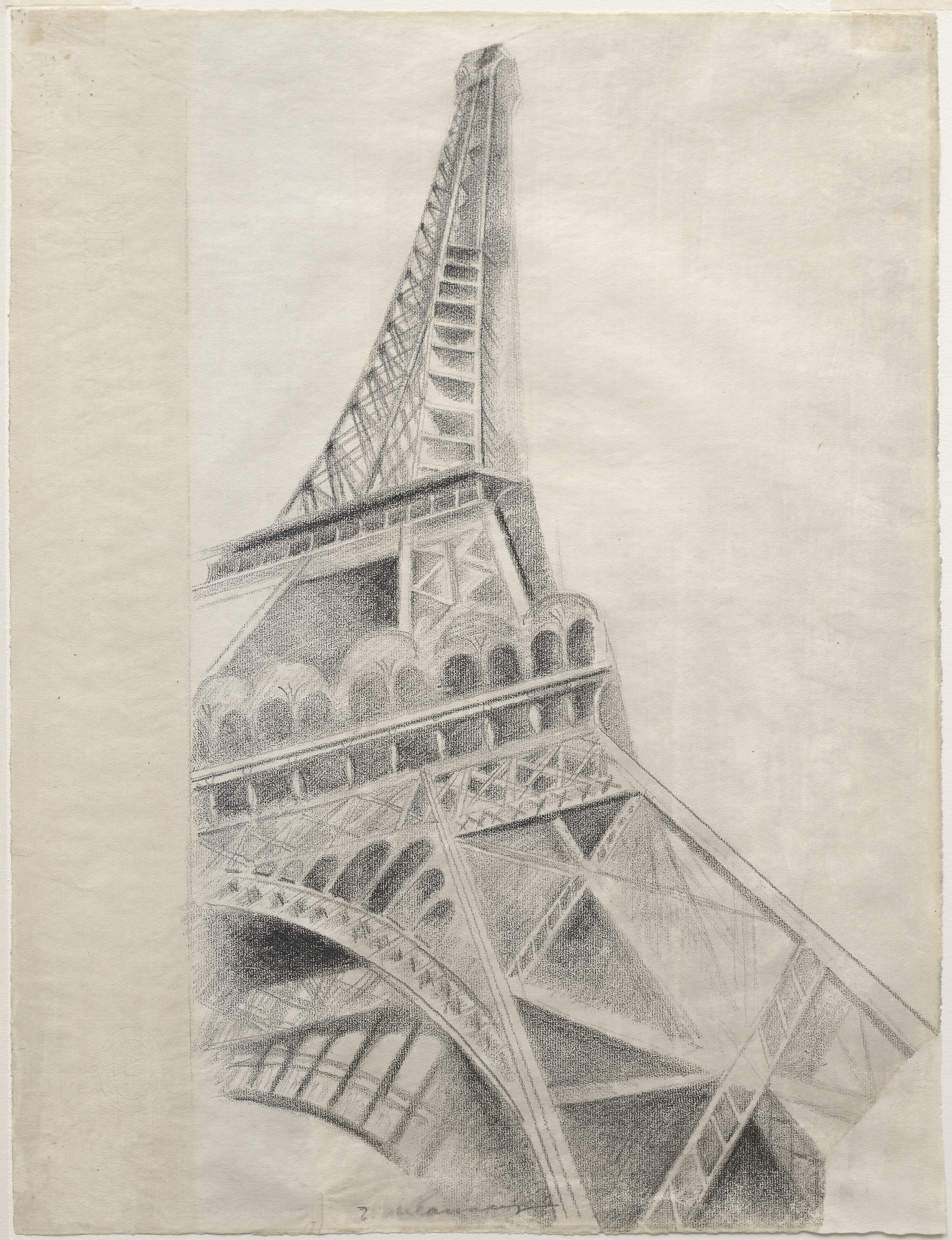
Robert Delaunay, 1926–1928, Torre Eiffel, lápis Conté sobre papel, 62,3 × 47,5 cm, Museu Solomon R. Guggenheim, Nova York, Coleção Hilla Rebay
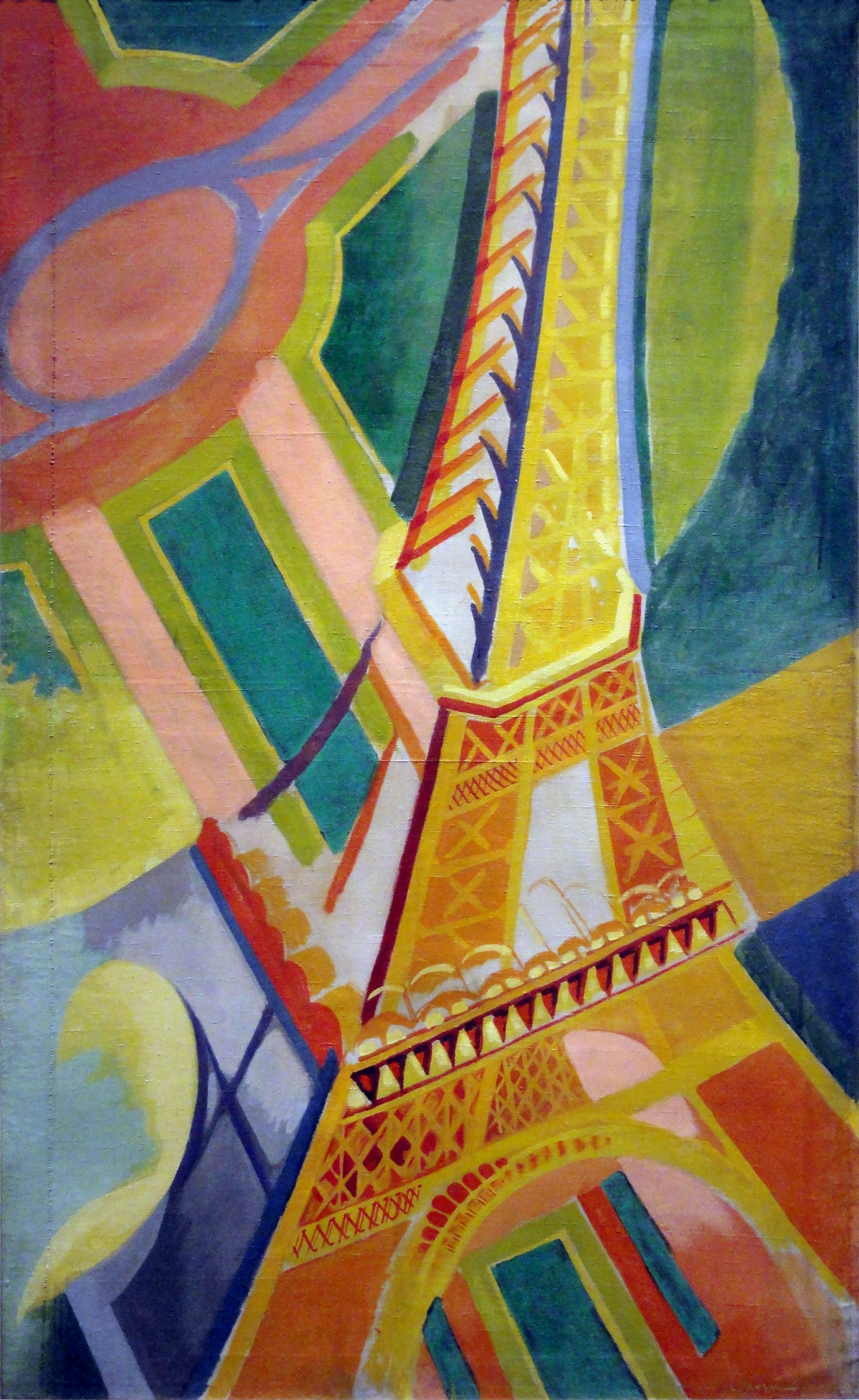
Robert Delaunay, 1926, Tour Eiffel, óleo sobre tela, 169 × 86 cm, Musée d'Art Moderne de la Ville de Paris
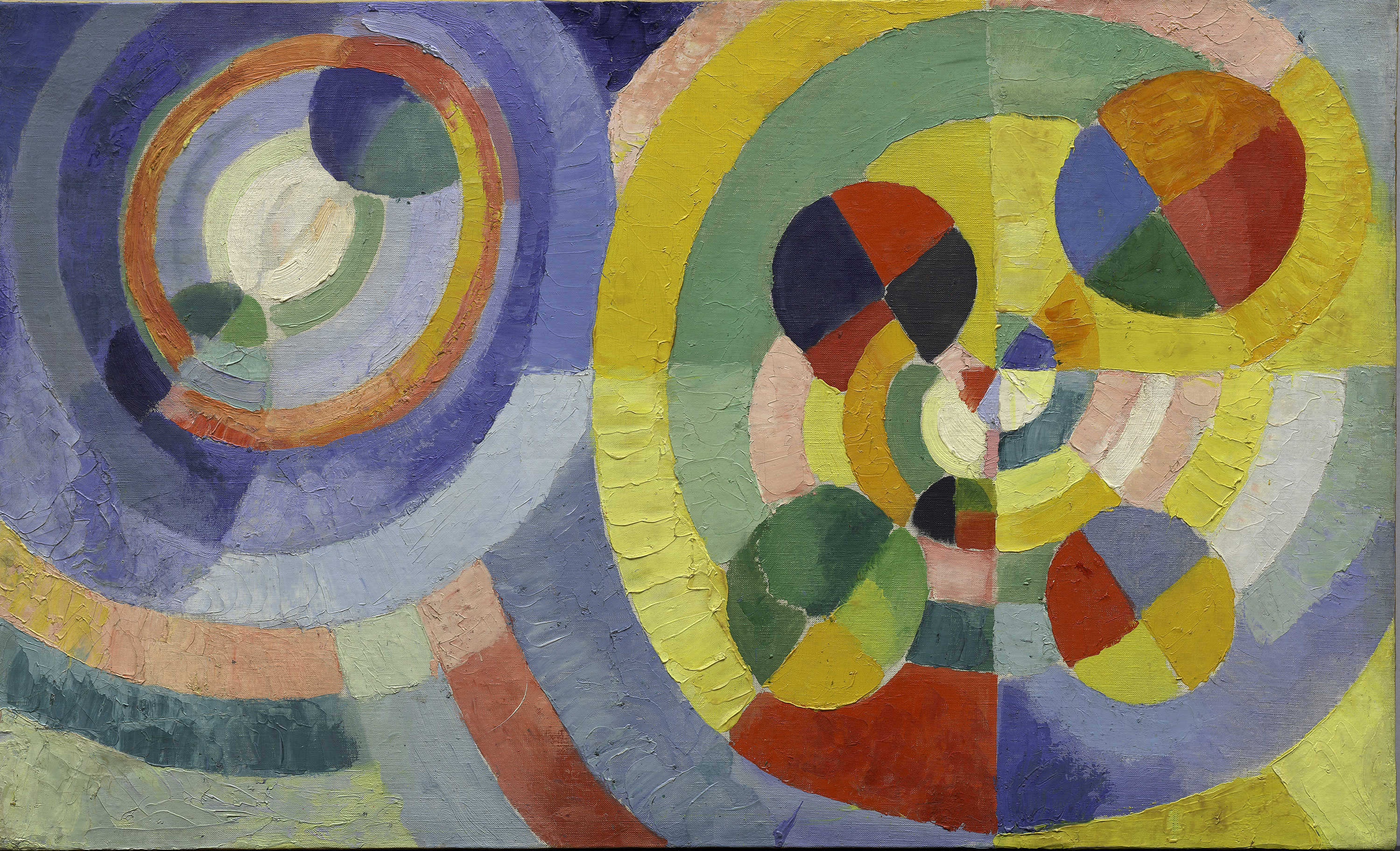
Robert Delaunay, 1930, Circular Forms, óleo sobre tela, 67,3 × 109,8 cm, Solomon R. Guggenheim Museum, New York, Gift por Andrew Powie Fuller e Geraldine Spreckels Fuller Collection, 1999
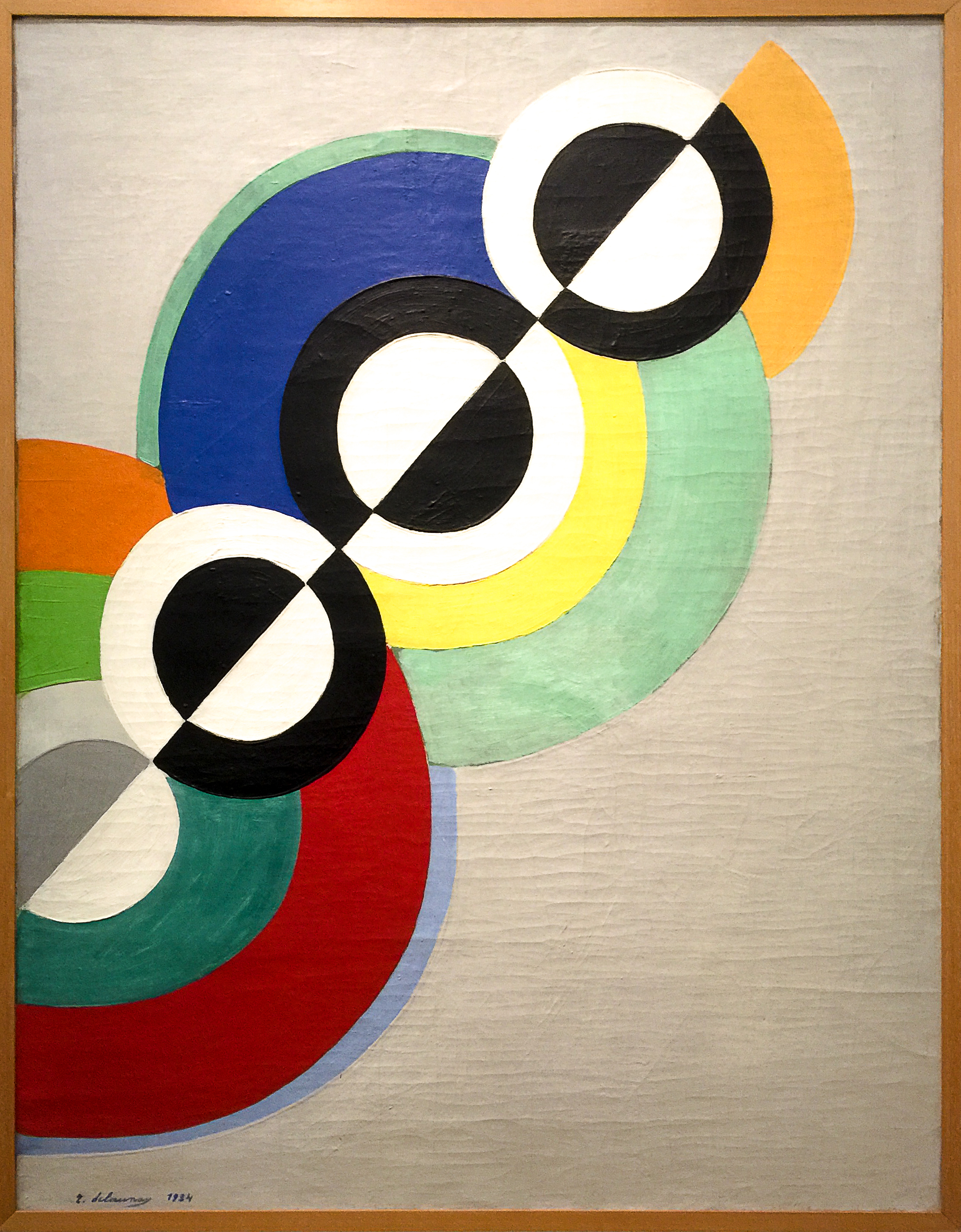
Rythme, 1934, óleo sobre tela, 145 x 113 cm, Centre Georges Pompidou
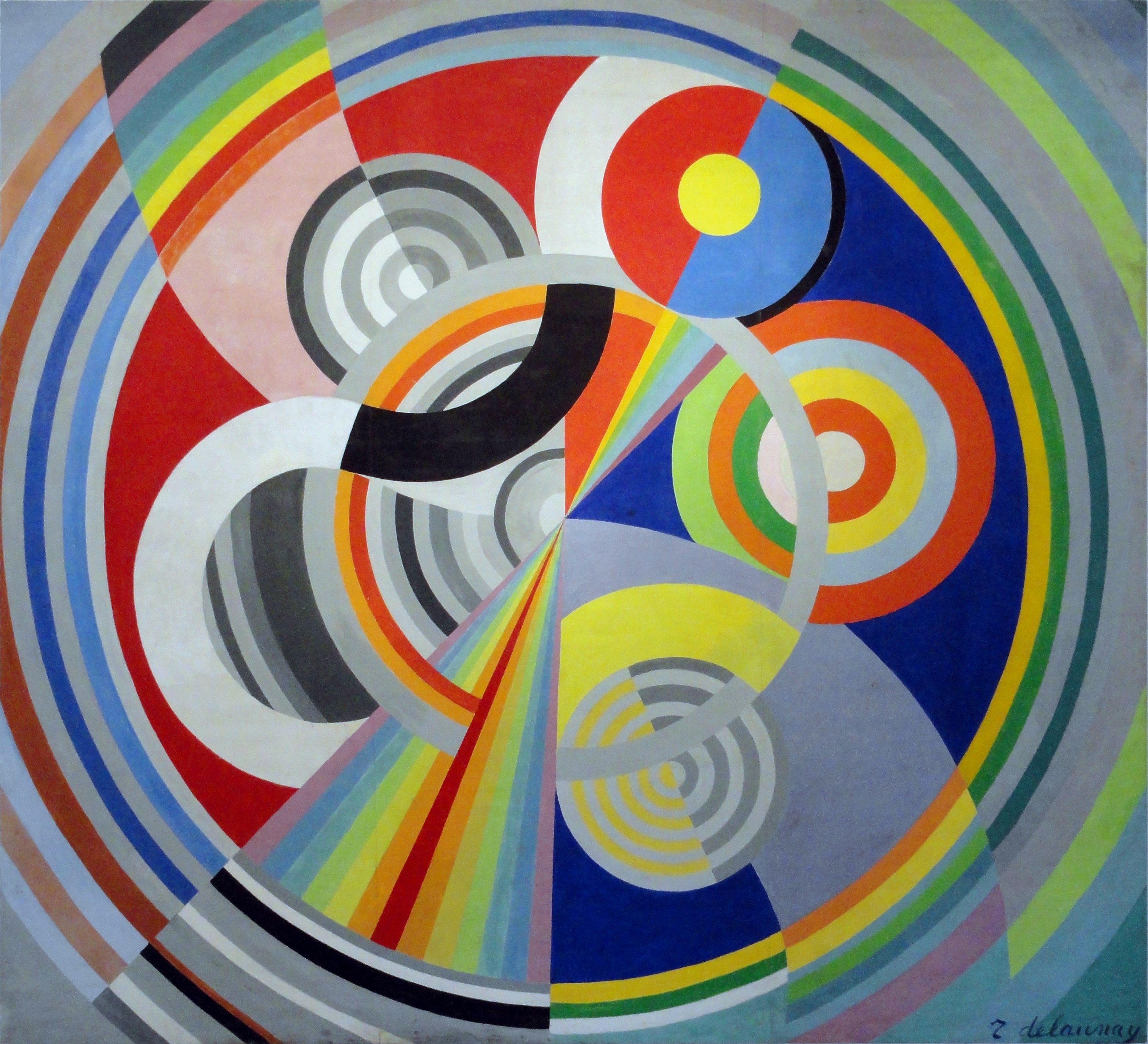
Robert Delaunay, 1938, Rythme n ° 1, Decoração para o Salon des Tuileries, óleo sobre tela, Musée d'Art Moderne de la Ville de Paris

## Coleções do museu
As obras de Robert Delaunay podem ser encontradas em museus e emprestadas de coleções particulares em todo o mundo:

### Europa
O Musée National d'Art Moderne em Paris, o Musée d'Art Moderne de Paris, o Neue Nationalgalerie em Berlim, o Museu de Belas Artes de Bilbao (Espanha), Kunstmuseum Basel (Suíça), as Galerias Nacionais da Escócia, a New Art Gallery (Walsall, Inglaterra), Palazzo Cavour (Torino, Itália), a Coleção Peggy Guggenheim (Veneza), Museu Nacional da Sérvia, Van Abbemuseum (Eindhoven, Holanda), Palais des Beaux-Arts de Lille (França).

### Estados Unidos
A Albright-Knox Art Gallery (Buffalo, Nova York), o Art Institute of Chicago, o Columbus Museum of Art, o Berkeley Art Museum, o Minneapolis Institute of Arts, os Fine Arts Museums de São Francisco, o Frances Lehman Loeb Art Center no Vassar College (Poughkeepsie, Nova York), no Museu Guggenheim (na cidade de Nova York), no Museu de Arte de Honolulu, no Museu de Arte Moderna (na cidade de Nova York), na Galeria Nacional de Arte (Washington, DC), no Museu de Dallas of Art (Dallas, TX), oMuseu San Diego de Arte, o Museu de Arte de Filadélfia, ea Louis Museu de Arte de Saint (Saint Louis, MO)

### Resto do mundo
A Galeria Nacional de Victoria (Austrália), o Museu de Arte da Prefeitura de Aichi (Japão).

### Publicações
- Baron, Stanley; Damase, Jacques (1995). Sonia Delaunay: The Life of an Artist. [S.l.]: Harry N. Abrahams. ISBN 0-8109-3222-9
- Düchting, Hajo (1995). Delaunay. [S.l.]: Taschen. ISBN 3-8228-9191-6
- Robert Delaunay – Sonia Delaunay: Das Centre Pompidou zu Gast in Hamburg. [S.l.]: Hamburger Kunsthalle. 1999. ISBN 9783770152162
- Gordon Hughes (1997). Envisioning Abstraction: The Simultaneity Of Robert Delaunay's First Disk.